# Pennsylvania Avenue

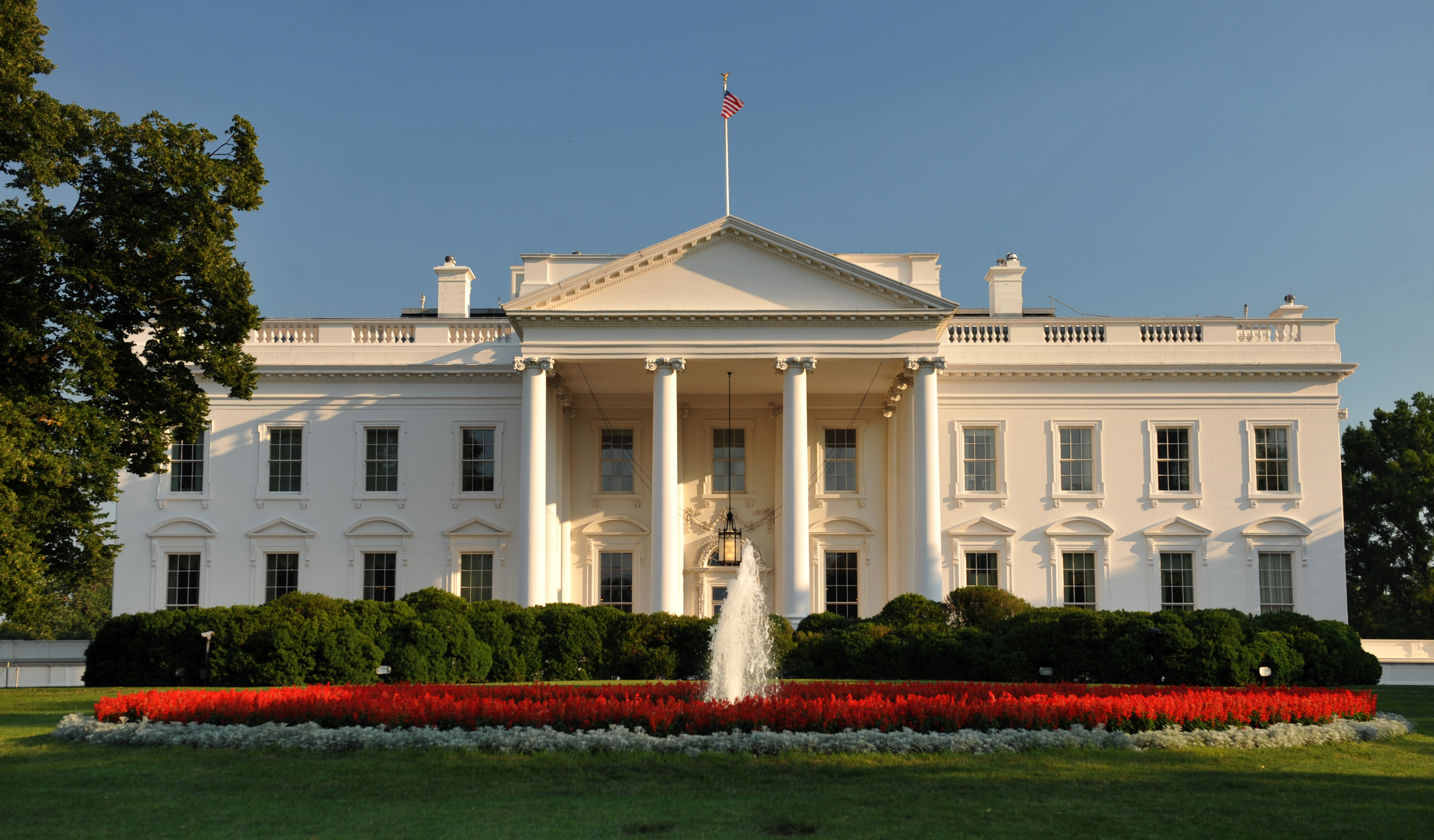
La façade nord de la Maison-Blanche sur Pennsylvania Avenue.

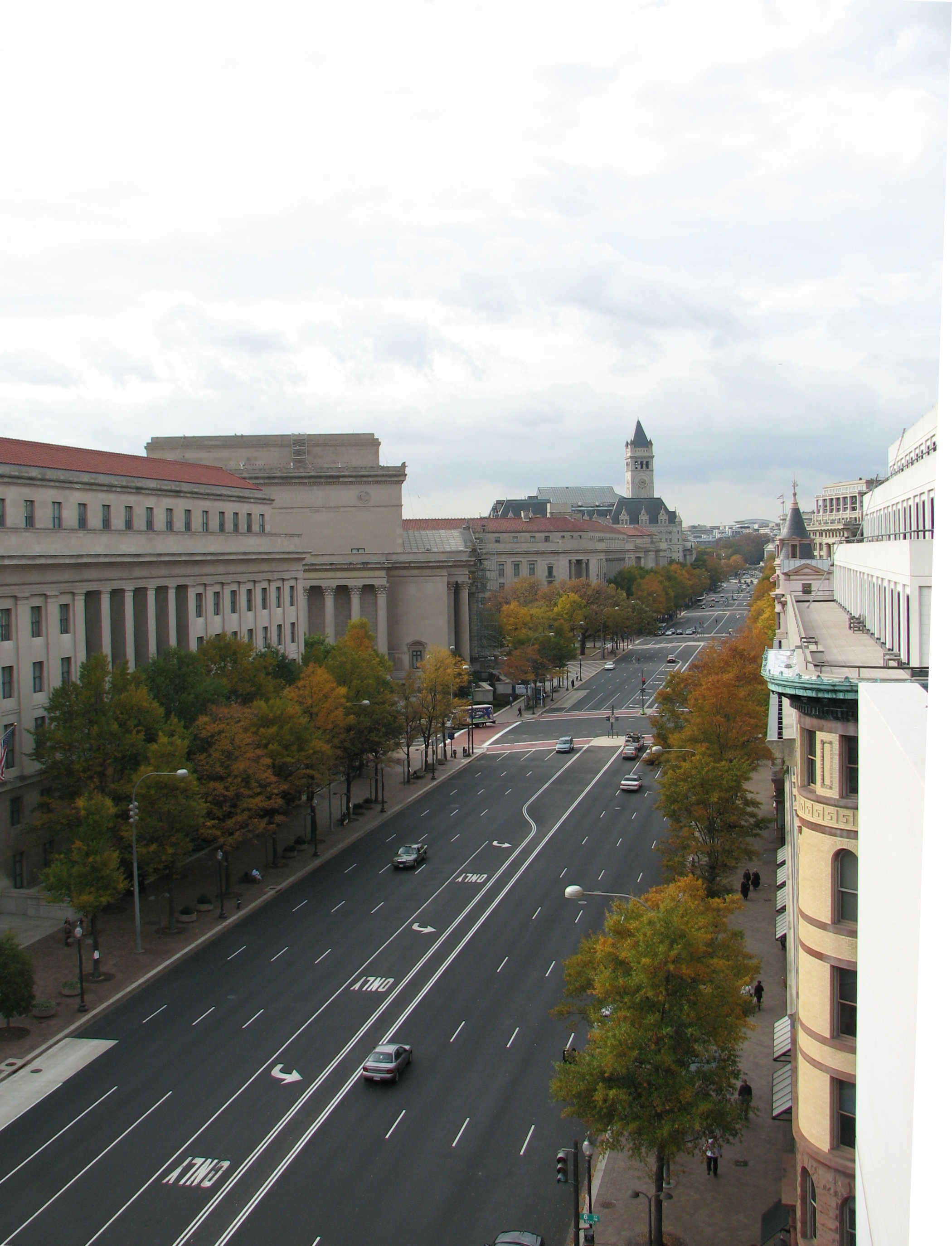
La Pennsylvania Avenue vue vers l'ouest depuis la terrasse du Newseum. On aperçoit la tour du Old Post Office.

Pennsylvania Avenue (« Avenue de Pennsylvanie ») est une grande avenue de Washington D.C., reliant la Maison-Blanche (au numéro 1600) au Capitole des États-Unis. Souvent appelée America's Main Street (« rue principale de l'Amérique »), elle accueille tant des parades officielles que des manifestations.
L'avenue se divise en une grande avenue urbaine et sub-urbaine, Pennsylvania Avenue SE (South East), partant du Capitole jusqu'aux extérieurs sud-est de la capitale, au-delà de la base aérienne d'Andrews dans le Maryland et en une partie centrale, Pennsylvania Avenue NE (North East), dans le même axe sud-est/nord-ouest que la précédente, mais séparée de celle-ci par les terrains du Capitole. Pennsylvania Avenue NE traverse le centre de la capitale fédérale, s'interrompt à l'est de la Maison-Blanche avant de reprendre au nord de celle-ci jusqu'à Rock Creek et le quartier de Georgetown. 
La partie centrale de Pennsylvania Avenue NW entre le Capitole et la Maison-Blanche est la plus connue, abritant de nombreux bâtiments importants et lieu des parades nationales et de manifestations diverses.  En 1965, des portions de cette partie centrale et de zones environnantes sont désignées comme le Pennsylvania Avenue National Historic Site. Le National Park Service (NPS) administre cette zone qui inclut également l'United States Navy Memorial, l'Old Post Office Tower et le Pershing Park.
En 2004, en grande partie pour des raisons de sécurité, la partie longeant le côté nord de la Maison-Blanche est réaménagée en rue piétonnière. 

## Histoire

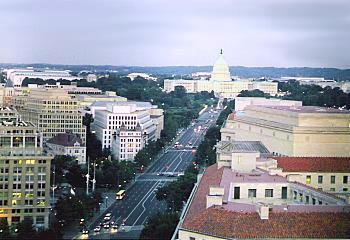
Pennsylvania Avenue en 1998 vue vers l'est depuis la tour de la Old Post Office, avec au fond le Capitole.

Dessinée par Pierre Charles L'Enfant, qui conçoit le centre de Washington, Pennsylvania Avenue est l'une des premières rues tracées de la capitale fédérale américaine. Aussi bien George Washington que Thomas Jefferson considéraient l'avenue comme une importante caractéristique de la nouvelle capitale. Après avoir inspecté le plan de L'Enfant, le président Washington s'y réfère sous le nom de « Grand Avenue ». Jefferson reprend ce nom alors que la « grande avenue »  n'était alors rien de plus qu'un large chemin boueux surnommé « The Great Serbonian Bog », la grand tourbière. Jefferson fait planter des arbres à croissance rapide, des peupliers de Lombardie. Il fait référence à Pennsylvania Avenue dans une lettre de 1791, plus ancienne référence connue du nom actuel de la rue mais l'on ne sait pas quand ni pourquoi ce nom lui a été donné. L'hypothèse est émise que le nom rappelle l'État de Pennsylvanie, de l'ancienne capitale Philadelphie. George Washington décrivait la section entre le Capitole et la Maison-Blanche comme la « plus magnifique et la plus pratique ».
Pendant un temps, Pennsylvania Avenue offrait une vue directe entre la Maison-Blanche et le Capitole. La construction d'une extension à l'immeuble du Trésor ferme cette vue et il est supposé que le président Andrew Jackson la fait réaliser dans ce but, les relations entre le Congrès et lui étant mauvaises, il n'aurait plus souhaité voir le Capitole de ses fenêtres. Cependant, l'extension du Trésor est plus probablement réalisée sur ce qui était alors un terrain gouvernemental, donc le plus pratique et le moins cher.

### Aménagements
En 1862, des tramways circulent sur l'avenue entre Georgetown et l'Asconia River. Leur service ne s'arrêtera que cent ans plus tard, en 1962.
Les années post guerre de Sécession sont marquées par le développement des affaires et des inventions.
En 1871, l'avenue est pavée avec des blocs de bois. 
En 1877, le téléphone y est installé. La Maison-Blanche reçoit l'indicatif 1, le Capitole le 2. 
L'entrée en guerre des États-Unis en 1917 voit augmenter les fonctionnaires fédéraux et l'importance de la ville de Washington aux États-Unis.  
Dans les années 1930, plusieurs grands bâtiments sont construits pour abriter une administration fédérale en plein développement dans le secteur qui allait devenir le triangle fédéral, traversé par la Pennsylvania Avenue. La population de Washington s'accroit alors de nouveau.

### Mesures de sécurité

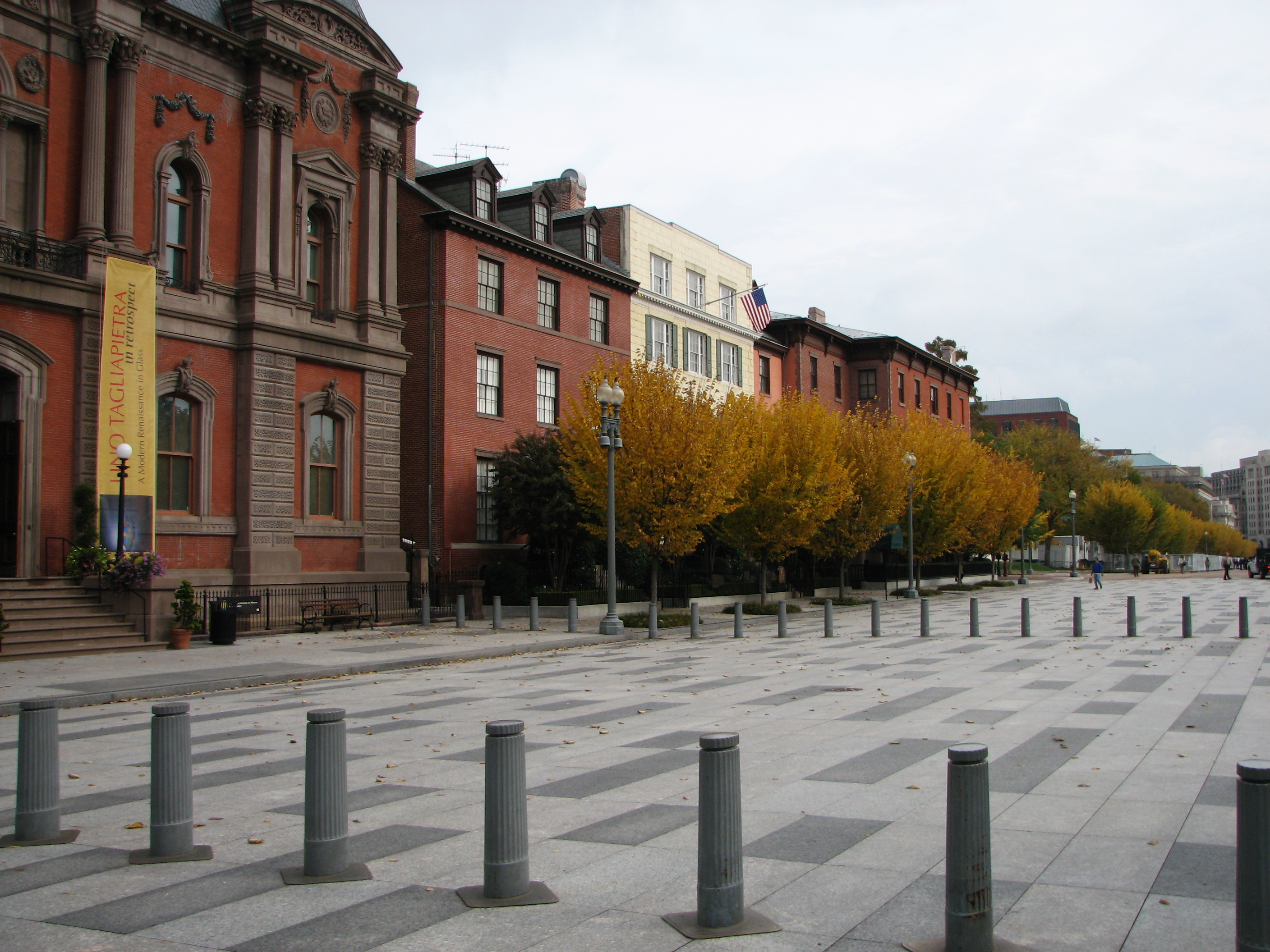
Pennsylvania Avenue en zone piétonnière et sécurisée devant la Renwick Gallery, la Lee House et la Blair House (couleur crème avec le drapeau), située juste à l'ouest de la Maison-Blanche (non visible, en haut à droite).

Après l'attentat d'Oklahoma City en 1995, le Secret Service, chargé de la sécurité du président des États-Unis, fait fermer la partie de Pennsylvania Avenue qui longe la Maison-Blanche à la circulation automobile. Elle reste ainsi seulement ouverte aux piétons et aux cyclistes. Après les attentats du 11 septembre 2001, cette interdiction devient permanente. À côté de la Maison-Blanche, le trafic est redirigé vers H Street ou Constitution Avenue, les deux rejoignant plus loin Pennsylvania Avenue. Les plans d'évacuation de la ville établis par les autorités du district de Columbia après le 11 septembre utilisent l'avenue comme une ligne de délimitation, les personnes au nord de l'avenue seront évacuées vers le nord, tandis que celles au sud de cette avenue le seront vers le sud, aucun véhicule n'étant alors autorisé à franchir l'avenue. 
En 2002, le National Capital Planning Commission invita plusieurs urbanistes reconnus à soumettre leurs propositions pour réaménager l'avenue à hauteur de la Maison-Blanche, avec l'intention que les mesures de sécurité soient intégrées dans un plan global de la zone et qu'un espace plus accueillant pour le public soit créé. Le vainqueur est Michael Van Valkenburgh Associates, Inc. qui proposa une approche très simple avec une zone pavée et arborée. Le réaménagement fut achevé en novembre 2004.

### Parades et manifestations

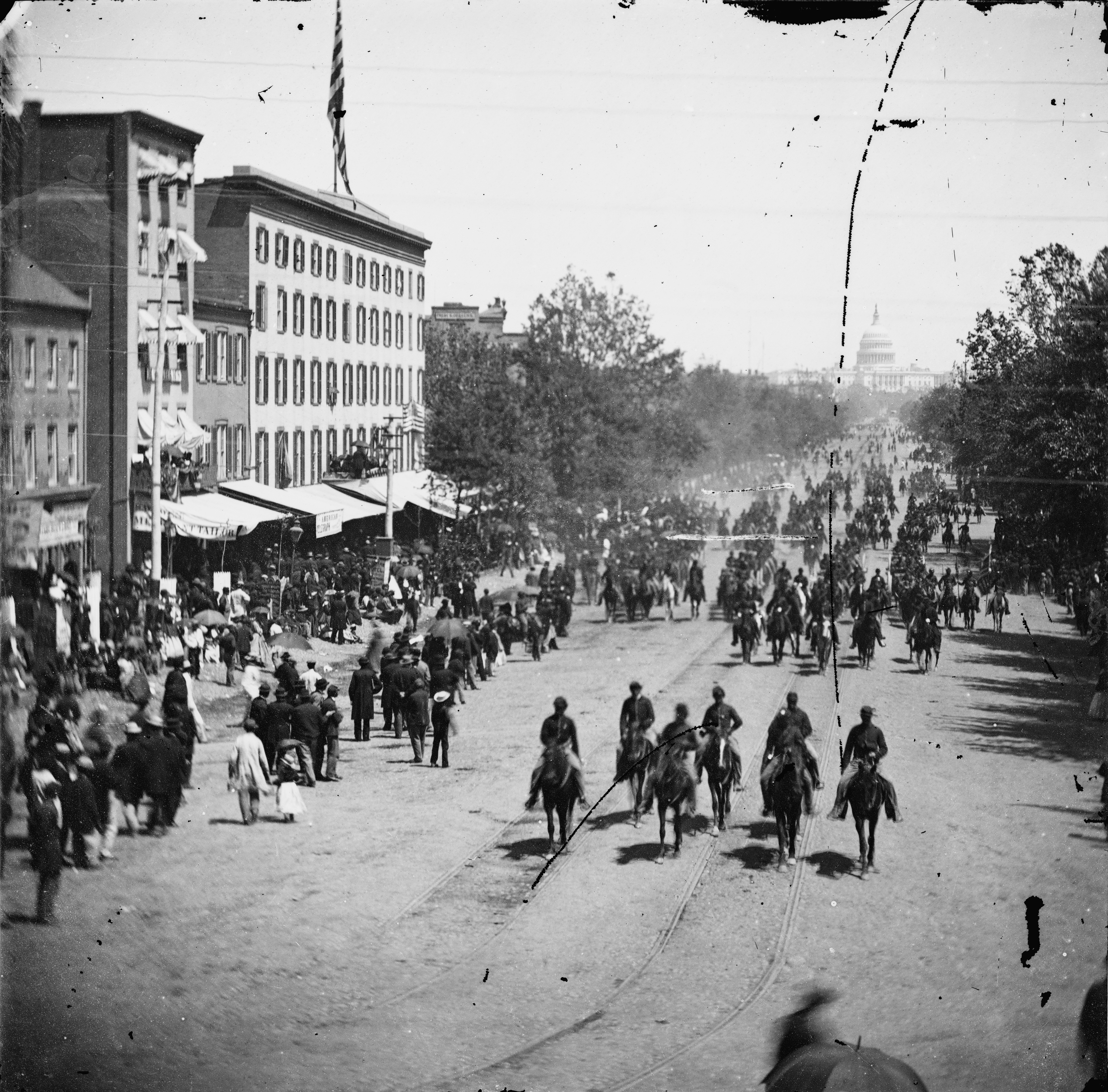
Défilé militaire des troupes de l'armée de l'Union en 1865 sur Pennsylvania Avenue après la victoire contre les Confédérés.

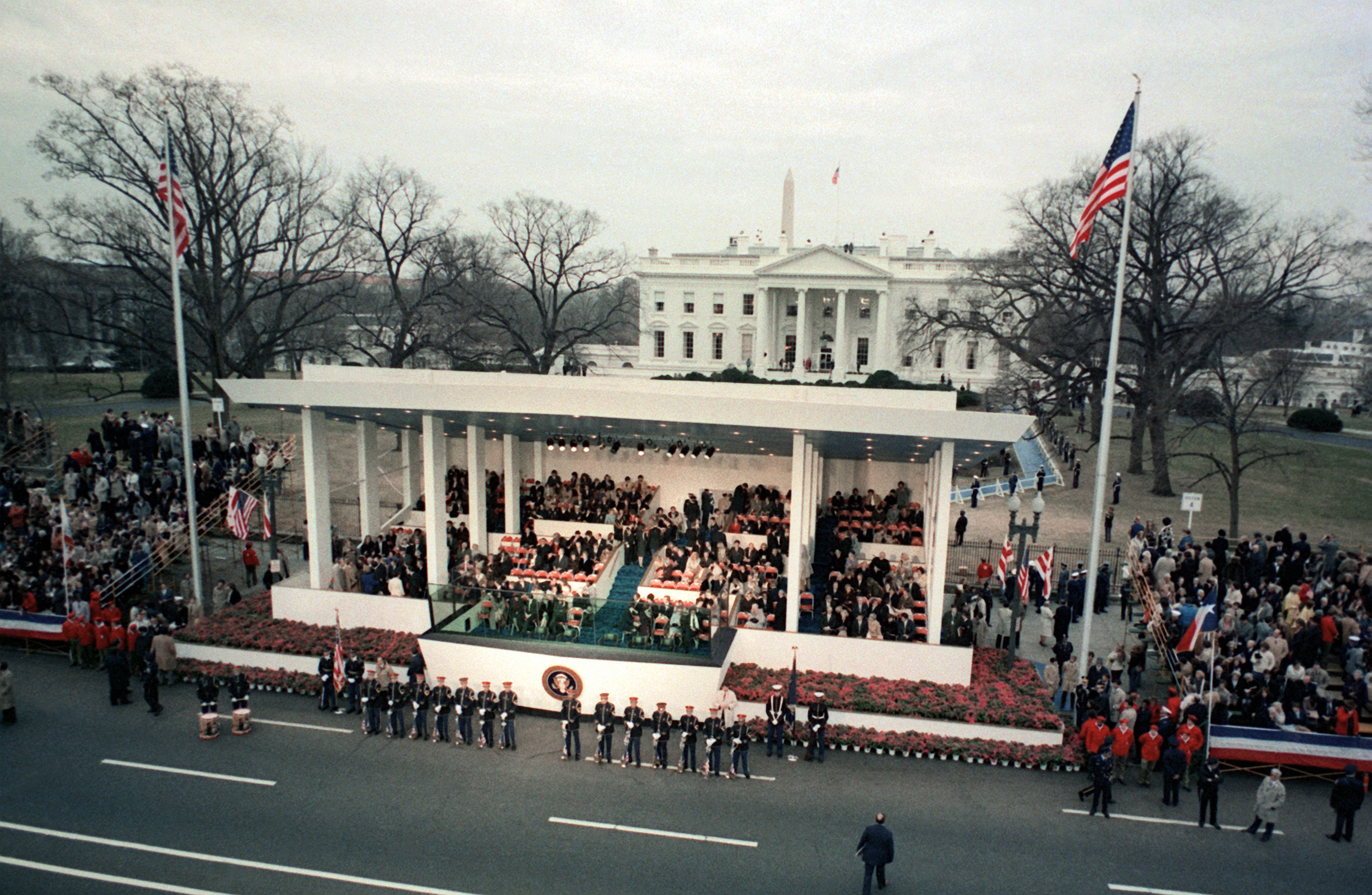
Tribune présidentielle lors de la parade de l'Inauguration Day de Ronald Reagan en janvier 1981.

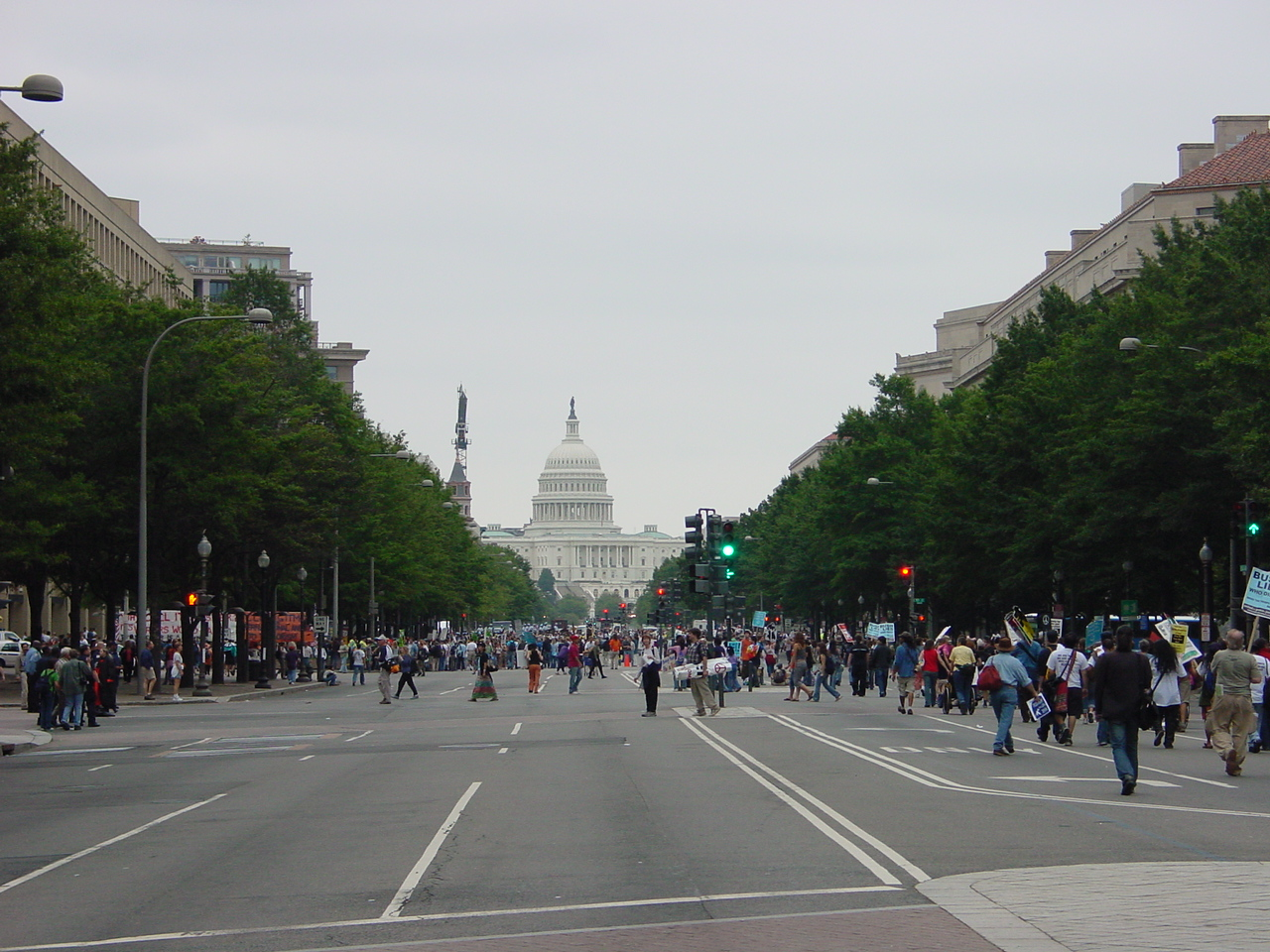
Manifestation en septembre 2005.

En 1805, au début de son second mandat, Thomas Jefferson est le premier a y tenir la procession présidentielle inaugurale. En 1824 se tient la première parade en l'honneur d'un étranger, le marquis de Lafayette. 
William Henry Harrison est le premier président à mourir en fonction. Sa dépouille est accompagnée sur l'avenue par les membres de son cabinet, le corps diplomatique et des corps de milices. 
En 1835, l'avenue connait la première émeute raciale de Washington où à la suite de rumeurs d'une attaque par une esclave de sa maitresse et de propos irrespectueux tenus à l'égard de femmes blanches par le tenancier noir d'un restaurant, des travailleurs irlandais attaquent et détruisent ce restaurant ainsi que des maisons, des églises et des écoles fréquentées par des noirs.
Le 19 avril 1865, l'avenue dont les immeubles sont drapées de noir voit passer la procession funéraire du président Lincoln assassiné.
Les 23 et 24 mai 1865, l'armée du Potomac, la plus grande armée de l'Union défile sur l'avenue pour célébrer la victoire sur les Confédérés lors de la grande revue des armées. 
En 1866 une marche d'afro-américains, l'Emancipation Parade, est organisée sur l'avenue pour le quatrième anniversaire de la proclamation d'émancipation des esclaves noirs du district de Columbia. D'autres marches suivront les années suivantes.
En 1885, le président Grover Cleveland est le premier à regarder sa parade depuis une tribune spécialement construite sur l'avenue devant la Maison-Blanche.
En 1897, la parade inaugurale de William McKinley est la première à être filmée.
En 1909, pour la première fois, une First Lady, Helen Taft accompagne son mari pendant la parade inaugurale présidentielle.
En 1913, la veille de la parade inaugurale du président Wilson, 5 000 suffragettes défilent dans l'avenue devant un public hostile. En tête de la manifestation, une jeune et belle avocate de 26 ans, Inez Milholland chevauche un cheval blanc. La leader des suffragettes Alice Paul avait utilisé cette image pour mieux attirer l'attention sur la manifestation. L'image de la femme en blanc sur le cheval blanc deviendra le symbole de la cause du vote des femmes aux États-Unis, vote qui leur sera accordé en 1920. 
En 1919, une grande parade militaire célèbre les vétérans américains de la Première Guerre mondiale. Elle est menée par le général John Pershing.
En 1921, le président Harding est le premier à descendre l'avenue en automobile pour sa parade inaugurale.
En 1925, le Ku Klux Klan organise une grande parade de plusieurs milliers de personnes.
L'avenue va alors dans les années suivantes devenir le lieu de nombreuses manifestations : pour la victoire de l'équipe locale des Washington Senators dans les World Series, le championnat américain de baseball en 1924, celle des vétérans du Bonus Army pour réclamer de l'aide lors de la Grande dépression.
En mai 1945, la population de Washington se rassemble sur l'avenue pour célébrer la victoire alliée.
En 1947, la parade inaugurale de Harry Truman est la première à être télévisée. On estime que 10 millions d'Américains la regardent.
En 1961, l'astronaute Alan Shepard, premier Américain à voyager dans l'espace, a le droit à une parade d'honneur sur l'avenue.
Dans les années 1960, l'avenue connait plusieurs manifestations pour les droits civiques dont la gigantesque marche de 1963 pour le travail et la liberté et la marche de la pauvreté en 1968.
En 1977, le président Jimmy Carter est le premier à parcourir à pied une partie de l'avenue pour sa parade.

### Lieu de commerce
Le Center Market, le marché central est construit au bord de l'avenue en 1802 et où se vendent tous les produits. Des ventes aux enchères d'esclaves s'y tiennent aussi jusqu'à leur interdiction en 1850. Plus tard reconstruit et agrandi entre les 7e et 9e rues, le marché comprend plus de 1 000 marchands. Il sera détruit en 1931 et à sa place sera construit le bâtiment des archives nationales américaines. 
Au milieu des années 1800, l'avenue est le haut lieu du commerce de la ville avec la présence de très nombreuses boutiques.

### Les hôtels
Au début du XIXe siècle, l'avenue comprend de nombreux hôtels dont l'Indian Queen Hotel qui héberge les chefs de tribus amérindiennes lors de leur passage à Washington.
En 1850, l'hôtel Willard est construit à l'angle de Pennsylvania Avenue et de la 6e rue. Il va abriter de nombreux événements sociaux de Washington dont un grand bal, le Napier Ball réunissant 1800 personnes, en 1859 en l'honneur de l'ambassadeur britannique et dernier événement mondain de la ville avant la guerre de Sécession. C'est dans cet hôtel que Julia Ward Howe écrivit The Battle Hymn of the Republic et Martin Luther King son célèbre discours I have a dream. 
De 1826 à 1942, le National Hotel occupe le site de l'actuel musée de la presse, le Newseum. C'est l'un des plus célèbres hôtels de son époque. Pendant la guerre de Sécession, il abrite le bureau fédéral de la censure car il est proche des bureaux du télégraphe. L'acteur John Booth y descendait régulièrement et prit une chambre en avril 1865. Le 14 avril il assassinait le président Lincoln au Ford Theater, à plusieurs blocks de là. L'affiche offrant une récompense pour sa capture sera collée sur plusieurs endroits de l'avenue et à d'autres endroits de la capitale six jours après les faits.
L'hôtel Marriott occupe l'angle nord-est avec la 14e rue.

### Les journaux
Le National Intelliger est le premier journal dont les bureaux sont installés sur l'avenue. En 1814, lors de l'attaque anglaise sur Washington durant la guerre anglo-américaine, le général anglais George Cockburn fait détruire l'immeuble du journal et bruler tout ce qu'il contient. Il demande à ses troupes de veiller particulièrement à ce que tous les caractères typographiques représentant la lettre C soient bien détruits afin que si le journal arrive à reparaitre, il ne puisse plus parler de lui. 
L'Evening Standard, fondé en 1852 et qui allait être un des journaux les plus importants de Washington pendant un siècle, s'installe à la fin des années 1800 à l'angle avec la 11e rue dans un bâtiment aujourd'hui classé. 
Lors de la guerre de Sécession, de nombreux journalistes s'installent dans la ville devenu le centre nerveux de l'Union. Après que la Western Union Telegraph s'est installée sur l'avenue, elle est suivie par plusieurs bureaux de presse et la zone comprise entre Pennsylvanie Avenue et la 14e rue est bientôt surnommée la Newspaper Row. Les bureaux à Washington du New York Times, du New York Tribune, du Chicago Tribune s'y installent. Aujourd'hui le National Press Building sur la 14e abrite les correspondants à Washington de nombreux journaux américains et de correspondants de médias internationaux. 
En 1877 le  Washington Post et le Washington Bee (destiné à la communauté noire) s'installent sur l'avenue.  Le Washington Post s'installe au 411 de l'avenue. Le Post déménagera dans différents bâtiments de l'avenue avant de s'installer en 1972 à son emplacement actuel sur la 15e rue.
En avril 2008, le Newseum, musée consacré à la liberté de la presse, s'installe dans son nouveau bâtiment sur l'avenue, non loin du Capitole.

## Bâtiments et lieux notables

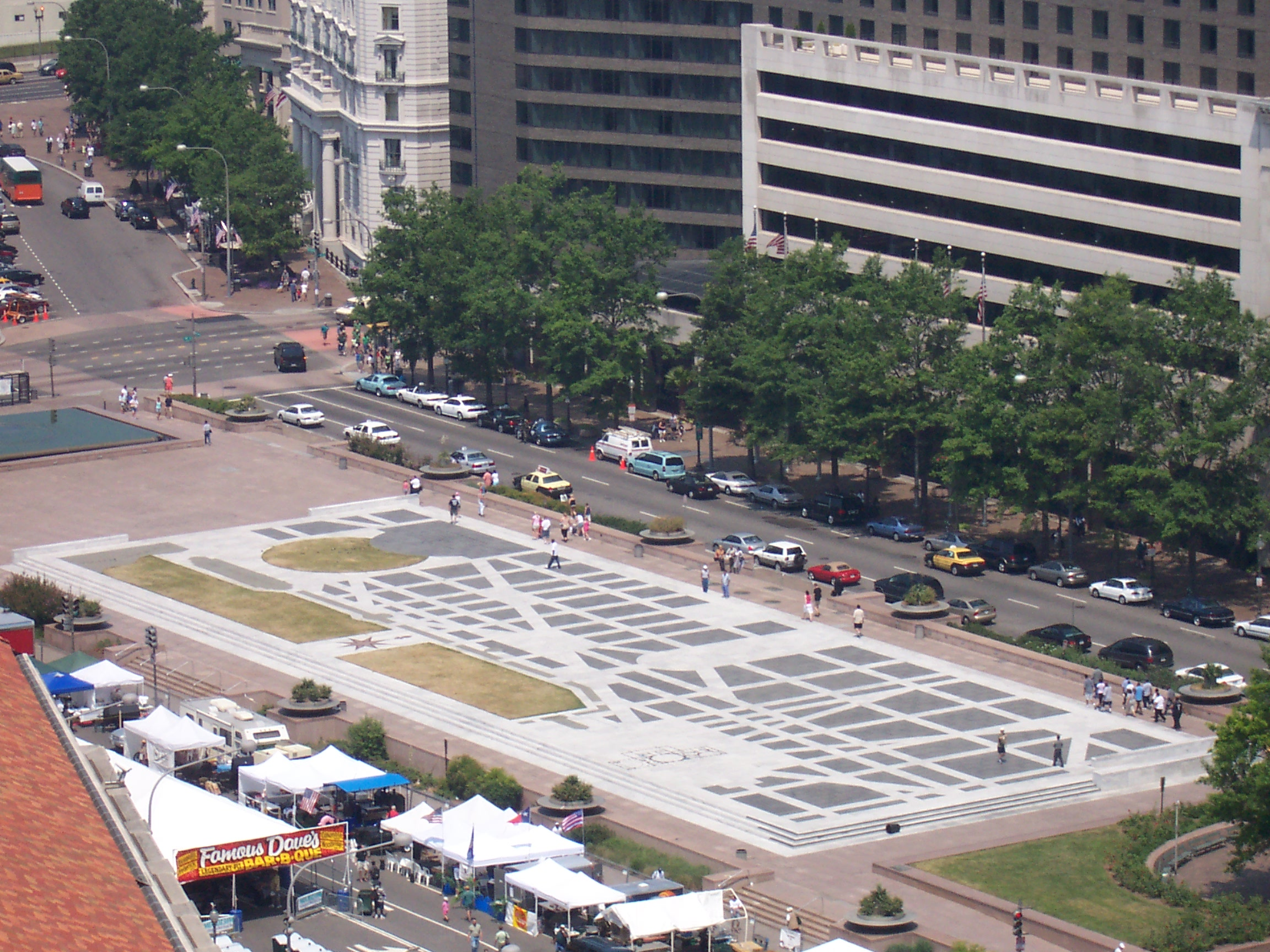
La Freedom Plaza, entre la Maison-Blanche et le Capitole, avec le plan du centre de Washington où apparait en transverse la Pennsylvania Avenue.

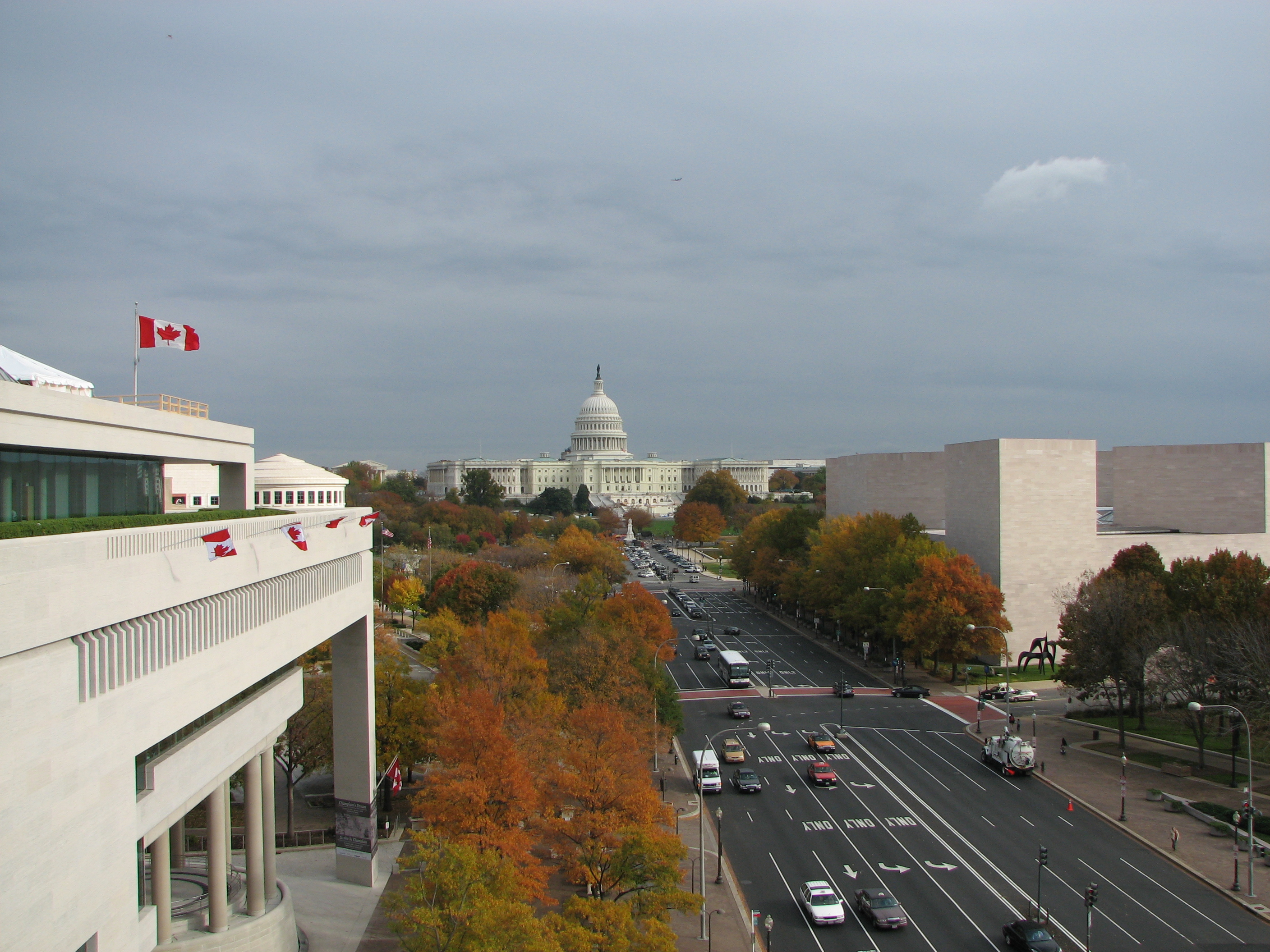
Vue vers l'est depuis la terrasse du Newseum avec l'ambassade du Canada à gauche et le Smithsonian Arts Building à droite et au fond le Capitole.

Parmi les bâtiments ou lieux notables sur Pennylvania Avenue NW (cités d'est en ouest) :
- le monument de la Paix (Peace Monument)
- le bâtiment Est de la National Gallery of Art
- le John Marshall Park
- l'ambassade du Canada
- le Newseum, musée ouvert en 2008 consacré à l'information et au journalisme
- la Federal Trade Commission
- le National Archives Building qui abrite la National Archives and Records Administration
- le Mémorial à l'US Navy (United States Navy Memorial)
- le J. Edgar Hoover Building, siège du FBI
- le Robert F. Kennedy Department of Justice Building abritant le département de la Justice des États-Unis
- le Old Post Office Building
- le Ronald Reagan Building
- le John A. Wilson Building
- la Freedom Plaza
- le Pershing Park
- le Main Treasury Building, siège du département du Trésor des États-Unis
- la Maison-Blanche
- la Blair House, qui accueille les personnalités étrangères invitées par le président américain, est à proximité immédiate de la Maison-Blanche.
- l'aile Nord du Old Executive Office Building
- la Renwick Gallery
- l'université George Washington
- le Washington Circle
- le John A. Wilson Building, siège du gouvernement du District